# Kleine sterspoorvezelkop
De kleine sterspoorvezelkop (Inocybe calida) is een paddenstoel uit de familie Inocybaceae. Hij vormt ectomycorrhiza met loofbomen, met name Fagus en Eik (Quercus) en linde (Tilia). Hij komt voor op kalkhoudende klei en zand in met bomen beplante wegbermen en in bossen.

## Kenmerken

### Microscopische kenmerken
De sporen meten 9,0-11,0 × 7,0—8,0(—8,5) µm, met een Q-getal van 1,2 tot 1,4(—1,5) en 10 tot 15 knobbeltjes. Sommige sporen zijn zelfs stervormig. De cheilocystidia en pleurocystidia zijn fusiform to subutriform, dikwandig (tot 3 µm). De caulocystidia zien er hetzelfde uit als cheilocystidia en vernauwen bij de steel.

## Verspreiding
De kleine sterspoorvezelkop komt voor in Europa en Noord-Amerika. In Nederland komt hij vrij zeldzaam voor. Hij staat op de rode lijst in de categorie 'Kwetsbaar'.